# Owain Owain
Owain Owain (Pwllheli, 11 de desembre de 1929 - Pwllheli, 19 de desembre de 1993) fou un poeta, escriptor i filòsof gal·lès, fundador de la revista Tafod y Ddraig (La llengua del drac), que és l'òrgan principal de la Cymdeithas yr Iaith, la "Societat de la Llengua Gal·lesa" Society des de 1960.

## Biografia
Es va graduar a la Universitat de Bangor. Després de treballar com a científic nuclear a Windscale, va tornar a Gal·les el 1956, amb la seva dona Eira i els seus quatre fills, entre ells Robin Llwyd ab Owain.
Va dissenyar el logotip de l'empresa Tafod y Ddraig (“La llengua del drac”). Dafydd Iwan, polític gal·lès, va dir: "Va inspirar la meva generació i va establir les bases sòlides sobre les quals es va construir la Societat de la Llengua Gal·lesa".
El seu llibre de ciència-ficció titulat Y Dydd Olaf (L'últim dia) va ser descrit pel crític literari Pennar Davies: No s'ha vist res com aquest llibre abans, ni en la nostra llengua ni en cap altre idioma. Hauríem d'alegrar-nos que hi hagi tanta brillantor en l'escriptura gal·lesa.

## Galeria fotogràfica

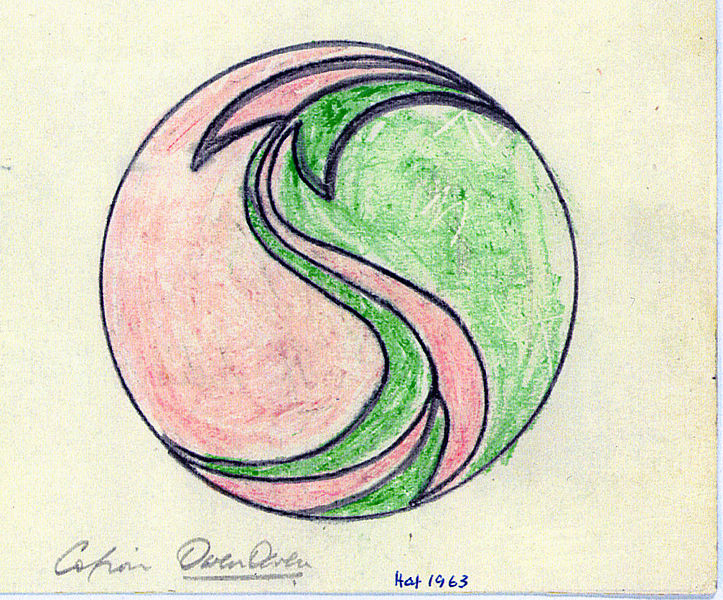
El dibuix original de la Llengua del drac creat per Owain Owain